# Сильва, Хуан (футболист, 1948)
Хуан Сильва (исп. Juan Ramón Silva; род. 30 августа 1948, Пасо-де-лос-Торос, Такуарембо) — уругвайский футболист, игравший на позиции нападающего. По завершении игровой карьеры — тренер. Выступал, в частности, за клуб «Пеньяроль», а также национальную сборную Уругвая.
Многократный чемпион Уругвая. Обладатель Кубка Либертадорес. Обладатель Межконтинентального кубка.

## Клубная карьера
Во взрослом футболе дебютировал в 1966 году выступлениями за «Пеньяроль» в Примере Дивизионе. Вместе с клубом выиграл чемпионат Уругвая в 1973, 1974 и 1975 годах и Трофей Весы Эрреры в 1974 и 1975 годах. С 1977 по 1981 год играл в Эквадоре, где защищал цвета клуба «Универсидад Католика» (Кито). В 1981 году играл за колумбийский клуб «Индепендьенте Медельин». В 1982 году вновь вернулся в Эквадор, где выступал за клуб «Эмелек». Футбольную карьеру завершил в 1984 году в составе эквадорского клуба «9 Октября».

## Выступления за сборную
23 марта 1974 года дебютировал в футболке национальной сборной Уругвая. В составе сборной был участником чемпионата мира 1974 года в ФРГ (на турнире не сыграл ни одного матча), розыгрыша Кубка Америки 1975 года. В последний раз футболку национальной команды одевал 10 марта 1976 года. Всего в течение карьеры в сборной, длившейся 3 года, провёл в её форме 13 матчей, отличился 1 голом.

## Карьера тренера
Начал тренерскую деятельность после завершения карьеры игрока. Первым клубом который он возглавил стал «Ривер Плейт» (Монтевидео). В следующем году он переехал в Эквадор, где возглавил клуб «Эмелек». С 1991 по 1993 год возглавлял эквадорские клубы «Универсидад Католика» (Кито), «Вальдес» и «Депортиво Куэнка». В 1995 году тренировал перуанский клуб «Альянса Атлетико». В 1997 году вернулся в Эквадор, где возглавил «Ольмедо», а в следующем году — «Аукас». В 2000 году тренировал «Эмелек». В следующем году вернулся в уругвайский клуб «Ривер Плейт» (Монтевидео). Затем снова выехал в Эквадор, где тренировал «Сосьедад Депортиво Кито» и «Эмелек». С 2014 по январь 2015 тренировал «Аукас». В 2015 году тренировал клуб «Портовейо». В 2018 году возглавлял «Депортиво Куэнка».

## Достижения

### Как игрока
«Пеньяроль»
- Чемпионат Уругвая
  - Чемпион (5): 1967, 1968, 1973, 1974, 1975
  - Серебряный призёр (3): 1966, 1969, 1970, 1971, 1972, 1976.

- Лигилья Уругвая
  - Чемпион (3): 1974, 1975, 1977

- Трофей Весы Эрреры
  - Обладатель (2): 1974, 1975

- Кубок Либертадорес
  - Обладатель: 1966
  - Финалист: 1970

- Межконтинентальный кубок
  - Обладатель: 1966

- Суперкубок межконтинентальных чемпионов
  - Обладатель: 1969

«Универсид Католика»
- Чемпионат Эквадора
  - Серебряный призёр: 1979

«Индепендьенте Медельин»
- Кубок Колумбии
  - Обладатель: 1981

«9 октября»
- Чемпионат Эквадора
  - Серебряный призёр: 1984

### Как тренера
«Эмелек»
- Чемпионат Эквадора
  - Чемпион: 1988
  - Серебряный призёр (2): 1989, 2011